# Johann Traxler
Johann Traxler (* 6. Februar 1959 in Freistadt; † 11. August 2011 in Bad Goisern am Hallstättersee) war ein österreichischer Radrennfahrer und nationaler Meister im Radsport.

## Sportliche Laufbahn
Traxler war im Straßenradsport aktiv. Er war Teilnehmer der Olympischen Sommerspiele 1980 in Moskau, wo er im Straßenrennen auf den 36. Rang kam. Bei den Spielen 1984 in Los Angeles wurde er 49. im olympischen Straßenrennen.
In der nationalen Meisterschaft im Straßenrennen wurde er 1983 Vizemeister und kam 1982 auf den dritten Platz. 1982 wurde er Dritter im Etappenrennen Uniqua Classic. Von 1979 bis 1988 startete Traxler in jeder Saison in der Österreich-Rundfahrt. 1980 wurde er Dritter in diesem Etappenrennen. 1980, 1981, 1982, 1983 gewann er jeweils eine Etappe. 1979 bestritt er die Tour de l’Avenir. Er startete für den Verein ARBÖ Linz. Traxler kam während einer Mountainbike-Tourenfahrt ums Leben.